# Montéléger
Montéléger település Franciaországban, Drôme megyében. Lakosainak száma 1670 fő (2022. január 1.). Montéléger Beaumont-lès-Valence, Beauvallon, Étoile-sur-Rhône, Montmeyran, Portes-lès-Valence és Valence községekkel határos.

## Népesség
A település népességének változása:
| Lakosok száma | 580  | 1432 | 1399 | 1866 | 1777 | 1786 | 1806 | 1796 | 1743 | 1670 |
|               | 1968 | 1982 | 1990 | 2006 | 2013 | 2015 | 2017 | 2019 | 2020 | 2022 |